# Gmina Sztum
Die Gmina Sztum ist eine Stadt-und-Land-Gemeinde in der Woiwodschaft Pommern in Polen. Sitz dieser Gemeinde und des Powiats Sztum ist die gleichnamige Stadt (deutsch: Stuhm) mit etwa 10.000 Einwohnern.

## Geographie
Die Gemeinde liegt im ehemaligen Westpreußen, etwa zehn Kilometer südlich von Malbork (Marienburg) und 20 Kilometer nördlich von Kwidzyn (Marienwerder).

## Geschichte
Das Gebiet der Gemeinde gehörte von 1920 bis 1939 zum Regierungsbezirk Westpreußen der preußischen Provinz Ostpreußen. Der Ort Braunswalde war Namensgeber für die Willenberg-Braunswalde-Kultur.
Von 1975 bis 1998 gehörte die Gemeinde zur Woiwodschaft Elbląg.

## Verkehr
Der Bahnhof Sztum liegt an der Bahnstrecke Toruń–Malbork. Die Ortschaften Sztumska Wieś und Gościszewo haben Haltepunkte an dieser Bahnstrecke, während der Haltepunkt Grzępa nicht mehr bedient wird. Der Ort Gronajny hat einen Haltepunkt an der Bahnstrecke Warszawa–Gdańsk.

## Gliederung
Zur Stadt-und-Land-Gemeinde Sztum gehören die folgenden Ortschaften:
| Polnischer Name | Deutscher Name (bis 1945)             |
| --------------- | ------------------------------------- |
| Barlewice       | Barlewitz (1938–1945 Wargels)         |
| Barlewiczki     | Barlewitz Vorwerk                     |
| Biała Góra      | Weißenberg                            |
| Brzezi Ostrów   | Ostrow-Brosze (1938–1945 Brosenhof)   |
| Cygusy          | Cyguß (1938–1945 Ziegenfuß)           |
| Czernin         | Hohendorf                             |
| Goraj           | Gorrey                                |
| Górki           | Gurken                                |
| Gościszewo      | Braunswalde                           |
| Gronajny        | Grünhagen                             |
| Grzępa          | Neu Hakenberg                         |
| Kępina          | Antonienhof                           |
| Koniecwałd      | Conradswalde (1938–1945 Konradswalde) |
| Koślinka        | Kiesling                              |
| Kuliki          | Karlsthal                             |
| Lipka           | Lindenkrug                            |
| Michorowo       | Michorowo (192?–1945 Micherau)        |
| Nowa Wieś       | Königlich Neudorf (1930–1945 Neudorf) |
| Nowiny          | Neuhof                                |
| Parowy          | Heinen                                |
| Parpary         | Parpahren                             |
| Piekło          | Pieckel (1942–1945 Nogathaupt)        |
| Pietrzwałd      | Peterswalde                           |
| Polaszki        | Paleschken                            |
| Postolin        | Pestlin                               |
| Ramzy Małe      | Klein Ramsen                          |
| Ramzy Wielkie   | Groß Ramsen                           |
| Szpitalna Wieś  | Hospitalsdorf                         |
| Sztum           | Stuhm                                 |
| Sztumska Wieś   | Stuhmsdorf                            |
| Sztumskie Pole  | Stuhmerfelde                          |
| Uśnice          | Usznitz (1912–1945 Usnitz)            |
| Węgry           | Wengern                               |
| Zajezierze      | Hintersee                             |

## Partnergemeinden
Ritterhude in Niedersachsen ist seit 1994 Partnergemeinde von Sztum.

## Persönlichkeiten
- Heinrich von Donimirski (1844–1918), Reichstagsabgeordneter, geboren in Hintersee
- Arthur Daehnke (1872–1932), Richter und Original, der „Große Prophet“, geboren in Grünhagen.